# Milan Dolinský
Milan „Lízatko“ Dolinský (* 17. April 1935 in Brunovce) ist ein ehemaliger tschechoslowakischer Fußballspieler.

## Karriere

### Vereine
Dolinský begann im Seniorenbereich für Lokomotíva Košice in der Spielzeit 1953 in der Přebor republiky, der seinerzeit höchsten Spielklasse im tschechoslowakischen Fußball, beendete sie jedoch beim TJ Slovan Bratislava ÚNV, für den er auch in der Folgesaison spielte.
Danach trat er seinen obligatorischen Militärdienst an und spielte für den seit 1953 im Spielbetrieb der Liga integrierten Militär-Sportverein Tankista Prag. Da der ehemalige Polizeisportverein Ústredný dom Červenej hviezdy Bratislava, am rechten Ufer der Donau gelegen, 1956 einen Strukturwandel zum Militär-Sportverein erfuhr, gelang es, Dolinský zum TJ Červená hviezda Bratislava (Roter Stern Bratislava) zu versetzen. Mit dem Verein gewann er 1959 die Meisterschaft und gehörte ihm bis zum Saisonende 1961/62 an, bevor die gesamte Erste Mannschaft zum TJ Slovnaft Bratislava, der bis 1962 noch DŠO Iskra Slovnaft hieß und ab 1965 TJ Internacionál Slovnaft Bratislava, übertrat.
International nahm er im Zeitraum von 1959 bis 1966 an drei Pokalwettbewerben, an einem viermal, teil. Insgesamt bestritt er 34 Spiele, in denen er 25 Tore erzielte. Im Einzelnen: Mitropapokal (1961; 3/7), International Football Cup (1962/63; 10/5, 1963/64; 9/7, 1964/65; 7/4, 1965/66; 1/0), Europapokal der Landesmeister (1959/60; 4/2). Sein internationales Vereinsdebüt gab er am 11. September 1959 im heimischen Štadión Tehelné pole beim 2:1-Sieg über den FC Porto im Wettbewerb um den Europapokal der Landesmeister. Beim 2:0-Sieg am 29. September 1959 im Rückspiel erzielte er mit dem Treffer zum Endstand in der 80. Minute sein erstes Tor. Am weitesten kam er mit seiner Mannschaft im Wettbewerb um den International Football Cup, auch als Rappan-Pokal bekannt, als er am 3. April 1964 das Finale gegen Calcio Padova in dessen heimischen Stadio Silvio Appiani mit 1:0 gewann. Diesen Erfolg wiederholte er mit seiner Mannschaft am 25. Mai 1964 im Stadion Hohe Warte mit dem 1:0-Sieg über Polonia Bytom.

### Nationalmannschaft
Dolinský bestritt in einem Zeitraum von zwei Jahren elf Länderspiele für die A-Nationalmannschaft. Sein Debüt am 10. Mai 1959 beim 4:0-Sieg über die Nationalmannschaft Irlands im Rückspiel der Vorausscheidung der Qualifikation für die Europameisterschaft 1960 krönte er sogleich mit seinem ersten Tor, dem Treffer zum Endstand in der 75. Minute. Zwei weitere ließ er in den beiden anschließenden Achtelfinalspielen gegen die Nationalmannschaft Dänemarks folgen. Nach den beiden siegreichen Viertelfinalspielen gegen die Nationalmannschaft Rumäniens war er mit seiner Mannschaft für die Endrunde qualifiziert. Bevor er dort eingesetzt wurde, bestritt er 1959 noch drei, 1960 ein Freundschaftsländerspiel; in den beiden die gewonnen werden konnten, erzielte er jeweils ein Tor. In der Endrunde der EM kam er im Halbfinale und im Spiel um Platz 3 zum Einsatz.

## Erfolge
- Dritter Europameisterschaft 1960
- IFC-Sieger 1963, 1964
- Tschechoslowakischer Meister 1959